# 肺動脈カテーテル

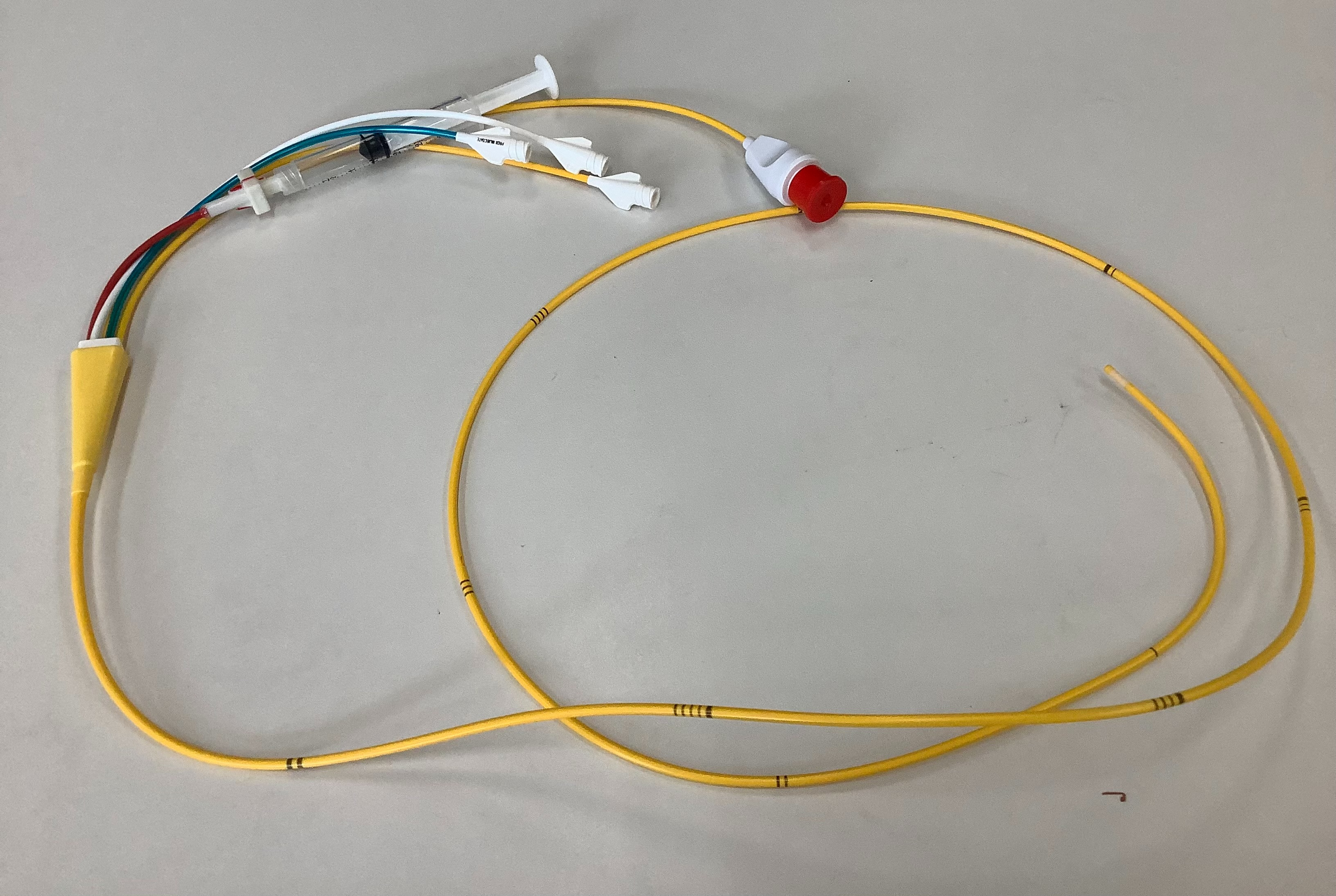
肺動脈カテーテル

肺動脈カテーテル（はいどうみゃくカテーテル、Catheter）とは、カテーテルの一つ。ショックや心不全など重篤な患者において、心機能を連続的に測定するために使用する医療機器である。エドワーズライフサイエンス社による商品名（発明者の名でもある）を取ってSwan-Ganz（スワン-ガンツ）カテーテルと呼ばれることが多い。

## 適応
心機能の低下が生命を脅かしている病態、すなわち鬱血性心不全，重度の心筋梗塞，心停止蘇生後、あるいは敗血症などによる各種のショック状態に対して行われる。しかし侵襲度が大きく、それに耐えられる生命力があるかどうかの見極めが重要である。また、肺高血圧症では治療前と治療後に行なわれ、治療効果を確認するために検査されることもある。

### 適応に関する議論
発明者の一人であるウィリアム・ガンツの訃報を伝えたNBCナイトリーニュースは「彼の発明した医療処置によって何千もの生命が救われた」と報じたが、その反面、費用対効果・リスク対効果の面から本法の有効性を立証しようという試みはうまく行っていない。コクラン共同計画、PACコンセンサス会議、国立心肺血液研究所とアメリカ食品医薬品局、アメリカ麻酔科学会がそれぞれにメタアナリシスを行なっているがいずれも有意な有効性を示せなかった。
しかし本法は極めて重症の患者に行われる処置であるために大規模な比較対照試験が行い難いこと、本法は治療ではなくあくまで治療の意思決定の手段であることが、有用性の立証を難しくしている。治療法の選択の上で本法が大きな助けとなることを多くの集中治療医は経験的に知ってはいるものの、適応はより限定する方向に向かいつつある。特に、急性肺傷害や急性呼吸促迫症候群に対しては否定的な意見がある。

## 概要

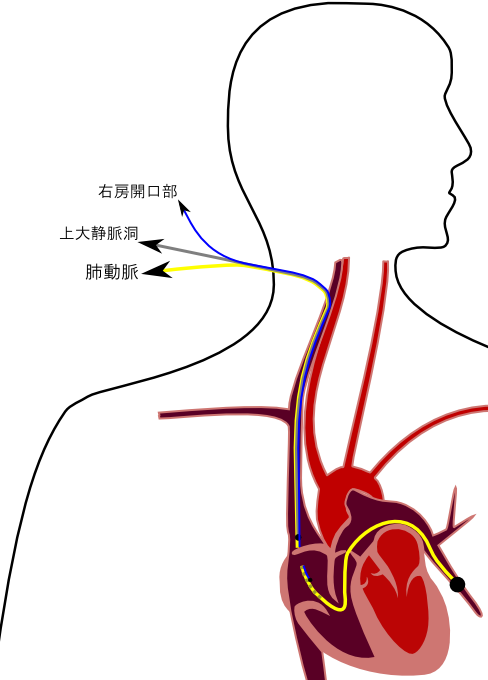
肺動脈カテーテルの模式図。青は右心房、白は上大静脈洞に開口する。黄色は肺動脈に入り、先端にバルーンが取り付けられている。通常は右肺に挿入するが、見やすくするため左肺に描いてある

カテーテル断面は3つの穴のある蓮根のような構造をしている。
- 図における黄色はバルーンを拡張させるチューブと、先端にバルーン・圧電素子・温度センサーがついており、途中には血液を加熱する熱線がついている。
- 青は右心房内に達し、先端に圧電素子がついている。
- 白は大静脈洞に達し、先端に温度センサーと半導体レーザーによる酸素飽和度センサーがついている。また、薬剤を投与する内腔もある。

## 挿入
中心静脈カテーテルと同様、シースイントロデューサーを内頚静脈からセルジンガー法により挿入する。シースイントロデューサー内から、圧トランスデューサにつないだ本カテーテルを、圧波形を見ながら慎重に進める。上大静脈に到達したら、バルーンを拡張して右心房、右心室、肺動脈まで進める。肺動脈特有の波形を見たら波形が消える（ウェッジされる）ところで止め、バルーンを収縮させて固定する 。術者・管理者となる医師の練度も重要である。

## 測定値
ここでは測定値を算出する順番に述べているが、最後に述べる左心機能の方が生命維持では重要である。
以下に述べる測定値において、血流量を含む物は通常は体表面積で割った指数（Index）を用いる。血液の量とそれが流れる速度は、体格によって正常値が異なるからである。

### 深部体温
大静脈洞内の血液の温度を、白色（図では灰色）のカテーテルの先端に取り付けた温度センサーで測定する。

### 右心の機能を示す値

#### 右心房圧
大静脈洞と右心房の間には弁がなく、右心房は受動的に血液の流入を受けるため、中心静脈圧と同義であるが、本法で測定した物は右心房圧（Right atrial pressure; RAP）と呼ぶ。

#### 肺動脈圧
肺動脈圧（Pulmonary arterial pressure; PAP）は黄色カテーテルの先端に取り付けられた圧電素子により測定する。

#### 右心拍出量と一回拍出量
右房内で熱線（図で黄土色の点線部分）により血液を加熱し、肺動脈の温度センサーで血液温を測定する。これを上述の深部体温と比較し、
熱線から加えた熱エネルギー量÷血液温の上昇量
で右心の心拍出量（Corrected Cardiac output; CCO）が測定できる。通常はそれを体表面積で割った指数（CCI）が用いられる。
他に、色素を用いる方法や生理食塩水を用いる方法もあるが、右房～右室で希釈し肺動脈で測定するという点は同じである。
心拍出量は連続的に測定した1分あたりの値であるので、
心拍出量÷心拍数
が右室1回拍出量（Stroke volume; SV）となる。

#### 右室駆出力と仕事率
右心の駆出力は
肺動脈圧（平均圧）－右心房圧
により計算できる。ここで、「右心房圧＝右心房から右心室に入ろうとする圧」と考え、これを一般に右心の前負荷と呼び、肺動脈圧を右心の後負荷と呼ぶ。
仕事率は、エネルギー×物質の移動量で表せるので、
駆出力×一回拍出量
が右心の仕事率となる。

#### 右室終末期容積と駆出率
熱線を右心室内に置き、数拍おきに一瞬だけ熱量を加えるとする。この時、希釈された熱量が双曲線を描いて漸減する。この漸減の比を心拍と同期して計算すれば、1回あたりの駆出率（Ejection fraction; EF）が分かる。駆出率は心不全において著明に低下するため特に重要である。
右室1回拍出量を駆出率で割ると、右心室が最も拡張した時の容積すなわち拡張期終末容積（End-diastric volume）が計算できる。正常値は45～50%程度とされている。EFが低下し、かつEDVIが上昇していれば重度の心不全を意味する。

#### 肺動脈楔入圧
黄色カテーテルの先端にあるバルーンを膨らませて右心室からの圧を遮断すると、肺の毛細血管の静水圧を示すようになる。これが肺動脈楔入圧（Pulmonary arterial wedge pressure; PAWP）である。この圧は左心房の圧に近いと考えられている。
ただし、肺動脈カテーテルは毛細血管まで挿入できる訳ではない。例えば肺炎で換気の悪い肺野の毛細血管は収縮することが知られている。逆に換気の良い部位、あるいは体位によって下側になった肺野の血管は拡張してシャントと呼ばれる状態になる。
PCWPを正確に測定するためには、このシャントができやすい部位、すなわち上肺よりも下肺、前側より背側に挿入すべきである。それでも、PCWPが正確に左心房の圧を反映するとは限らない。

### 左心の機能を示す値

#### 左心拍出量
右心室と左心室は同時に同じ回数だけ収縮するので、右心拍出量が左心拍出量でもあると考えて差し支えない。これは一回拍出量も同様である。

#### 左心仕事率
肺動脈楔入圧が左心房圧と同じと仮定すれば、これが左心室の前負荷と言う事になる。ここで
本法とは別の方法（末梢動脈ラインなど）で動脈圧を測定すれば、
動脈圧（平均圧）－肺動脈楔入圧
が左心室の駆出力であり、
駆出力×一回拍出量
が左心仕事率となる。

#### 体血管抵抗
ここでも末梢動脈ラインを用いて、
動脈圧－右房圧
で体血管抵抗（Somatic vascular resistance; SVR）が計算できる。通常はそれを体表面積で割った指数（SVRI）が用いられる。
動脈圧は数十～百数十mmHgの間で変動するが、中心静脈圧は十数mmHgであまり変化しない。すなわち、血圧の変化はそのまま体血管抵抗の変化であることにもなるが、「血圧が上がったから体血管抵抗が上がった」のかその逆なのかは、この値だけでは分からない。特に血圧の変動しやすい例では、短時間の値でなく続けて観察することが重要である。

### 心機能の測定値の解釈
ここで駆出力、駆出率は「後負荷－前負荷」「駆出力×心1回拍出量」であった事を思い出されたい。
「心がそれだけの力を出している」＝「心にそれだけの負荷がかかっている」という事を意味する。このモデルは、M.C.エッシャーの「滝」のような物である。滝の上部の手前まで水が流れてくる、これが前負荷である。心臓という「滝」で水の流れが促され、紆余曲折を経て再び滝の上部へと戻ってくる。
- もし、滝へと流れてくる水の勢いが強ければ、滝はさらに強く水を流す事ができる。
- 逆に、滝へ戻ってくるまでの水路が細ければ、滝は勢いよく水を流せない。
- また、滝が水を落とす力が弱ければ、水は滝の上部の水路からあふれ出す（鬱血性心不全）。

これがフランク＝スターリングの法則である。

### 血液の酸素化と人体の酸素消費を示す値
血液および循環器が何のためにあるのかと言えば、まず組織に酸素を送ること（順番には脳・心臓・腎臓・肝臓・その他の臓器）が一義的な目標である。循環器が正常でも、呼吸器系に異常があれば酸素化は図られない。逆に適切に呼吸していても、心不全の状態では肺で有効にガス交換をすることができず、また酸素化された血液を組織に送る事もできない。
また、感染症などで組織の酸素需要が亢進している場合には、さらに有効な呼吸と循環が肝要となる。肺動脈カテーテル以外から得られる情報として、動脈血ガス分析による乳酸の濃度がある。これが亢進していれば、酸素供給が足りていないことを意味する。

## 合併症
上述の通り侵襲度の大きな手技であるため、
- 深過ぎることにより、医原性に肺塞栓を起こす
- カテーテルが動いて弁運動を阻害するため、心不全の悪化の原因となる
- カテーテル感染

など合併症の危険も大きい。心機能が安定次第速やかに抜去する。

### 管理
挿入深度が変化すると上記のような合併症の原因となる。中心静脈カテーテルと違い、縫着固定をすることは少ない（挿入中も深度を微調整する必要があるため）。その代わりにネジ固定を行うので、その緩みがないよう適宜確認することが必要である。
多くの体内バルーンは蒸留水や生理食塩水を用いるが、本法に用いるバルーンは迅速に拡張・収縮させなければならないため空気を用いる。
また、多くは内頚静脈から挿入するため、頚部の急激かつ大きな運動、特に回旋はカテーテル深度の変動をもたらすので禁忌である。本法を適用中の患者は絶対安静であり、深鎮静下で管理されることが多いが、体位交換などの際は注意が必要である。